# Törkölypálinka
Törkölypálinka ist ein ungarischer Tresterbrand.
Törkölypálinka ist eine der ältesten Pálinka-Arten und wird aus vergorenem Traubentrester hergestellt. Als Pálinka dürfen alkoholische Getränke nur bezeichnet werden, wenn alle verwendeten Früchte aus Ungarn kommen und das Produkt in Ungarn abgefüllt wurde.
Die Herstellung von Törkölypálinka lässt sich bis ins 15. Jahrhundert zurückverfolgen. Im 17. Jahrhundert war die Produktion so beliebt, dass sie per Gesetz reguliert werden musste. Törkölypálinka wird ausschließlich im Februar, März und April destilliert.